# القناص (مسلسل تلفزيوني)
القناص (بالإنجليزية: Shooter)‏ مسلسل تلفزيوني أمريكي مبني على رواية (نقطة التأثير) لستيفن هنتر. والفيلم الذي يحمل نفس الاسم القناص (2007)، أبطال المسلسل هم: ريان فيليب بدور القناص بوب لي سواجر، وهو قناص خبير ترك العمل في الجيش واستقر مع عائلته لكن عاد إلى الساحة بعد ان تم تهديد رئيس الولايات المتحدة لتبدأ المؤامرات والاحداث .
و سينثيا أداي روبنسون بدور عميلة مكتب التحقيقات الفدرالية ممفيس، وعمر إيبس بدور إسحاق جونسون أحد حماية رئيس الولايات المتحدة .

## الشخصيات
- ريان فيليب بدور بوب لي سواغر
- سينثيا أداي روبنسون بدور نادين ممفيس، [2] عميلة مكتب التحقيقات الفدرالي
- عمر إبس بدور إسحاق جونسون عميل الخدمة السرية الذي والذي كان سابقا ضمن قوات المارينز، وقائد القوة التي ضمنها بوب لي سواغر [3]
- إدي مكلينتوك بدور جاك باين، [4] شخصية تشارك في المؤامرة ضد سواجر
- شانتيل فانسانتين بدور جولي سواجر، زوجة بوب لي سواغر [5]

## البث
القناص  يبث كل يوم ثلاثاء في الساعة 10:00 مساء على شبكة الولايات المتحدة الأمريكية. الحلقة الواحدة حوالي ثلاثة وأربعين دقيقة . بالإضافة إلى خدمة البث نيتفليكس حيث بدأ بث المسلسل في بعض مناطق العالم، وبث الموسم الأول اسبوعيا من يوم 15 نوفمبر / تشرين الثاني 2016 ، مع يوم واحد تأخير عن موعد بث الحلقة الاصلي لمشتركي الخدمة في الولايات المتحدة الأمريكية .

## روابط خارجية
- القناص على موقع IMDb (الإنجليزية)
- القناص على موقع ميتاكريتيك (الإنجليزية)
- القناص على موقع روتن توميتوز (الإنجليزية)
- القناص على موقع نتفليكس (الإنجليزية)
- القناص على موقع فيلمافينيتي (الإسبانية)
- القناص على موقع كينوبويسك (الروسية)
- القناص على موقع ألو سيني (الفرنسية)
- القناص على موقع قاعدة بيانات الفيلم (الإنجليزية)